# Verloskunde

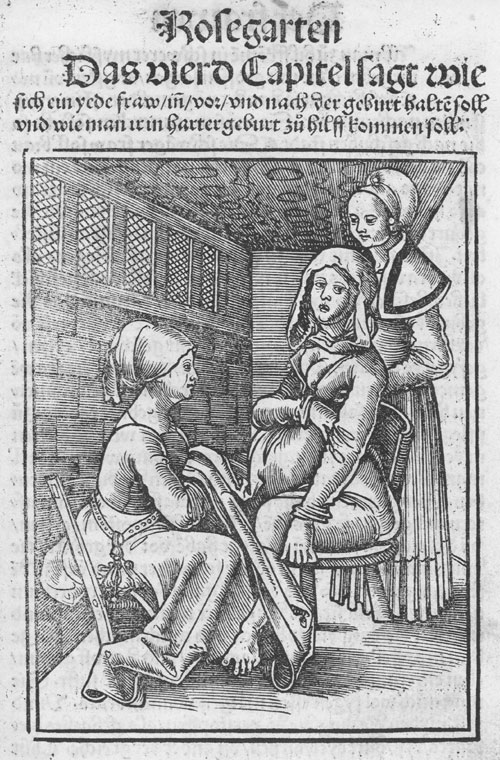
Een vrouw baart op een baarstoel. Tekening uit 1513.

Verloskunde of obstetrie is de verzamelnaam voor alle kennis rondom de zwangerschap, de bevalling en het kraambed (de eerste tien dagen na de bevalling). 
In Nederland worden zo'n 170.000 kinderen per jaar geboren, waarvan ongeveer 13% thuis.

## Betrokkenen in de keten van verloskundige zorg
- De eerste lijn voor thuisbevalling of poliklinische bevalling (in het ziekenhuis): eerstelijns verloskundige of huisarts.
- De tweede (perifeer ziekenhuis) en derde (academisch ziekenhuis) lijn: arts-assistenten (dwz: gynaecologen in opleiding, en basisartsen (niet in opleiding)) en tweedelijns (klinisch) verloskundigen onder supervisie van een gynaecoloog.

Eerstelijns verloskundigen begeleiden gezonde vrouwen zonder relevante medische voorgeschiedenis, bij wie zwangerschap en bevalling zonder problemen verlopen. In geval van complicaties verwijst de verloskundige naar de gynaecoloog tijdens de zwangerschap (bijvoorbeeld: hoge bloeddruk, zwangerschapsvergiftiging (pre-eclampsie), diabetes, een eerdere keizersnede) of tijdens de bevalling (bijvoorbeeld: langer dan 24 uur gebroken vliezen, pijnstillingswens, vruchtwater met meconium, niet vorderen van de ontsluiting of uitdrijving, te veel bloedverlies). Om goede perinatale zorg te kunnen leveren is samenwerking en overleg nodig tussen verschillende disciplines en de eerste en de tweede/derde lijns zorg.
Verder werken er nog de:
- Obstetrie- en gynaecologieverpleegkundige
- kraamverzorgende